# Canton de Craon
Le canton de Craon est une ancienne division administrative française située dans le département de la Mayenne et la région Pays de la Loire.

## Géographie
Ce canton est organisé autour de Craon dans l'arrondissement de Château-Gontier. Son altitude varie de 30 m (Chérancé) à 107 m (La Selle-Craonnaise) pour une altitude moyenne de 72 m.

## Histoire
Au Moyen Âge puis sous l'Ancien Régime, le territoire cantonal faisait partie du fief de la baronnie angevine de Craon dépendait de la sénéchaussée principale d'Angers et du Pays d'élection de Château-Gontier.

## Représentation

### Conseillers généraux de 1833 à 2015
| Période                                  | Période                 | Identité                                                 | Étiquette                         | Qualité |
| ---------------------------------------- | ----------------------- | -------------------------------------------------------- | --------------------------------- | --- |
| 1833                                     | 1845                    | Ambroise Poupard-Duplessis                               |                                   | Médecin, maire de Craon, député (1839-1842) |
| 1845                                     | 1860                    | Bernard-Pierre Allard                                    |                                   | Notaire, propriétaire, maire de Craon en 1835, conseiller d'arrondissement                                                                                        |
| 1860                                     | 1863                    | Antoine Halligon                                         |                                   | Propriétaire, maire de Bouchamps-lès-Craon, auditeur au Conseil d'État, député au Corps législatif (1857-1862)                                                    |
| 1863                                     | 1871                    | Prosper Jamet                                            |                                   | Médecin, propriétaire, maire de Craon |
| 1871                                     | 1883                    | Albert Ancel                                             | Droite                            | Maire de Bouchamps-lès-Craon, député (1876-1885) |
| 1883                                     | 1883 (décès)            | Élie-René Herrouet                                       | Républicain                       | Maire de Craon |
| 1883                                     | 1885 (décès)            | Édouard Le Pelletier                                     | Républicain                       | Propriétaire à Craon |
| 1885                                     | 1890 (décès)            | René-Marie, marquis de Champagné                         | Droite                            | Propriétaire à Craon |
| 1890                                     | 1895                    | Pierre Monnier                                           | Républicain                       | Adjoint au maire de Craon, conseiller d'arrondissement |
| 1895                                     | 1901                    | Duc Louis-Alphonse de Broglie                            | Droite                            | Propriétaire à La Selle-Craonnaise, secrétaire d'ambassade à Londres, sous-chef de cabinet du ministre des Affaires étrangères de 1873 à 1884, député (1893-1906) |
| 1901                                     | 1902                    | Indéterminé, à la suite des élections cantonales de 1901 |                                   | |
| 1902                                     | 1906 (décès)            | Duc Louis-Alphonse de Broglie                            | Droite                            | Propriétaire à La Selle-Craonnaise, secrétaire d'ambassade à Londres, sous-chef de cabinet du ministre des Affaires étrangères de 1873 à 1884, député (1893-1906) |
| 14 octobre 1906                          | 1921 (décès)            | Auguste Morillon                                         | Conservateur Catholique           | Médecin, maire de Craon, conseiller d'arrondissement |
| 1921                                     | 1939 (décès)            | Ferdinand Le Pelletier                                   | Union républicaine                | Enseignant (professeur de droit à l'Institut catholique de Paris), sénateur (1934-1939), maire de Craon, conseiller d'arrondissement                              |
| 1939                                     | 1940                    | siège vacant                                             |                                   | |
|                                          |                         |                                                          |                                   | |
| 1943                                     | 1945                    | Henri Bodard de la Jacopière (1891-1945)                 | ?                                 | Officier de réserve, adjoint au maire de Craon, nommé conseiller départemental en 1943                                                                            |
|                                          |                         |                                                          |                                   | |
| 1945                                     | 4 décembre 1978 (décès) | Dr Simon Faligant                                        | MRP puis CD puis CDP puis UDF-CDS | Médecin, maire de Craon, ancien conseiller d'arrondissement (1934-1940)                                                                                           |
| 1979                                     | 1992                    | Guy Jallot (1920-1995)                                   | RPR                               | Médecin à Craon |
| 1992                                     | 1998                    | Paul Thomas                                              | RPR                               | Agriculteur, maire de Livré (1989-2001) |
| 1998                                     | 2011                    | Paul Chaineau                                            | DVD                               | Comptable, maire de Craon (1989-2014), vice-président du conseil général                                                                                          |
| 2011                                     | 2015                    | Camille Besnier                                          | DVD                               | Cadre à France Télécom Conseiller municipal de Craon |
| Les données manquantes sont à compléter. |                         |                                                          |                                   | |

Le canton participe à l'élection du député de la deuxième circonscription de la Mayenne.

### Conseillers d'arrondissement (de 1833 à 1940)
Le canton de Craon avait deux conseillers d'arrondissement.
| Période                                  | Période           | Identité                                                     | Étiquette               | Qualité |
| ---------------------------------------- | ----------------- | ------------------------------------------------------------ | ----------------------- | --- |
| 1833                                     | 1836              | Jean Marie Anquetil-Delisle (1783-1848)                      |                         | Notaire à Craon                                                                                             |
| 1833                                     | 1842 (décès)      | François Doussault                                           |                         | Médecin, adjoint au maire de Craon                                                                          |
| 1836                                     | 1845              | Bernard Pierre Allard                                        |                         | Maire de Craon (1835-1852)                                                                                  |
| 1842                                     | 1848              | Ferdinand Lepelletier                                        |                         | Propriétaire à Craon                                                                                        |
| 1845                                     | 1848 (décès)      | Jean Marie Anquetil-Delisle                                  |                         | Notaire à Craon                                                                                             |
| 1848                                     | 1871              | Hippolyte Lepelletier                                        |                         | Propriétaire                                                                                                |
| 1848                                     | 1855              | M. Anquetil-Delisle                                          |                         | Notaire |
| 1855                                     | 1867 (décès)      | Léonce Louveau (1816-1867)                                   |                         | Maire de Pommerieux                                                                                         |
| 1867                                     | 1871              | M. Hervouët                                                  |                         | Notaire à Craon                                                                                             |
| 1871                                     | 1877              | Alphonse Bruneau                                             |                         | Propriétaire, maire de Pommerieux                                                                           |
| 1871                                     | 1877              | Victor Isidore Bâtard (1838-1890)                            |                         | Notaire à Craon                                                                                             |
| 1877                                     | 1883              | Gustave Hamon                                                |                         | Propriétaire à Craon                                                                                        |
| 1877                                     | 1883              | M. Rabeau                                                    |                         | Propriétaire à Craon                                                                                        |
| 1883                                     | 1890 (annulation) | Ferdinand Doisneau                                           | Républicain             | Maire de Niafles                                                                                            |
| 1883                                     | 1891              | Pierre Monnier                                               | Républicain             | Maitre d'hôtel, adjoint au maire de Craon                                                                   |
| 1890                                     | 1892              | Abel Foucault                                                | Conservateur            | Négociant en vins, fer et charbon, conseiller municipal de Craon                                            |
| 1891                                     | 1906 (démission)  | Auguste Morillon (1839-1921)                                 | Conservateur            | Médecin à Craon                                                                                             |
| 1892                                     | 1898              | Edmond de Guesdon (1820-1911)                                | Conservateur            | Propriétaire du château, maire de Saint-Poix                                                                |
| 1898                                     | 1919              | Paul Bodinier                                                | Conservateur            | Agriculteur à La Selle-Craonnaise                                                                           |
| 9 décembre 1906                          | 1918 (décès)      | Marquis Alain Marie Georges de Champagné-Giffart (1874-1918) | Conservateur Catholique | Industriel, propriétaire du château de Craon et conseiller municipal de Craon                               |
| 1918                                     | 1919              | siège vacant                                                 |                         | |
| 1919                                     | 1921              | Ferdinand Le Pelletier                                       | Républicain             | Enseignant à Craon                                                                                          |
| 1919                                     | 1934              | André Morillon (1870-1956)                                   | Conservateur            | Médecin à Craon                                                                                             |
| 1921                                     | 1923 (décès)      | Joseph Jamet (1857-1923)                                     |                         | Maire de Pommerieux (1910-1923)                                                                             |
| 1923                                     | 1940              | Joseph Buineau (1869-1958)                                   | Radical                 | Maitre d'hôtel, conseiller municipal de Craon                                                               |
| 1934                                     | 1940              | Simon Faligant (1888-1978)                                   | Républicain national    | Médecin, conseiller municipal de Craon                                                                      |
| 1940                                     |                   |                                                              |                         | Les conseils d'arrondissement ont été suspendus par la loi du 12 octobre 1940 et n'ont jamais été réactivés |
| Les données manquantes sont à compléter. |                   |                                                              |                         | |

Sources : La Gazette de Château-Gontier sur Retronews. Répertoire numérique des annuaires administratifs de la Mayenne. https://archives.lamayenne.fr/archives-en-ligne/ead.html?id=FRAD053_2NUM242&c=FRAD053_2NUM242_e0000017&qid=

## Composition

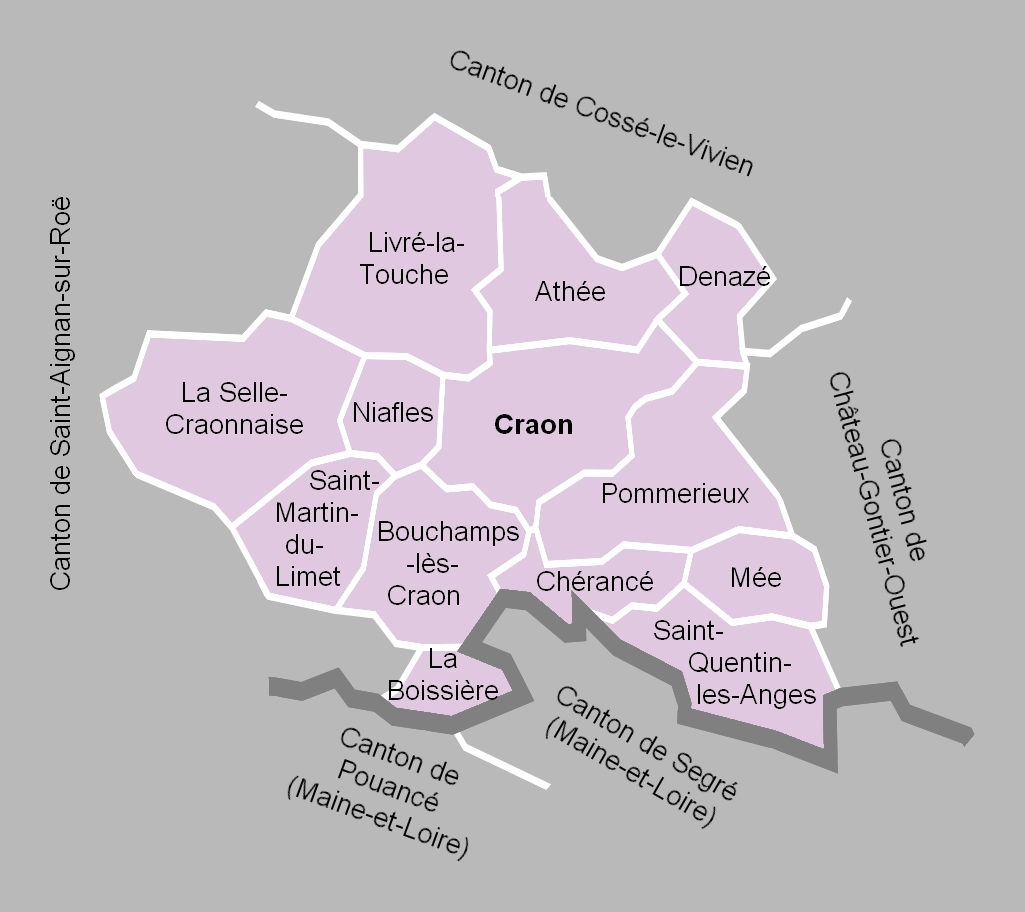
La carte des communes du canton. Les cantons limitrophes étaient ceux de Saint-Aignan-sur-Roë, de Cossé-le-Vivien, de Château-Gontier-Ouest, de Segré et de Pouancé.

Le canton de Craon comptait 9 823 habitants en 2012 (population municipale) et groupait treize communes :
- Athée ;
- La Boissière ;
- Bouchamps-lès-Craon ;
- Chérancé ;
- Craon ;
- Denazé ;
- Livré-la-Touche ;
- Mée ;
- Niafles ;
- Pommerieux ;
- Saint-Martin-du-Limet ;
- Saint-Quentin-les-Anges ;
- La Selle-Craonnaise.

À la suite du redécoupage des cantons pour 2015, les communes de Bouchamps-lès-Craon, Chérancé, Craon, Denazé, Mée, Niafles, Pommerieux et Saint-Quentin-les-Anges sont rattachées au canton de Château-Gontier et les communes d'Athée, La Boissière, Livré-la-Touche, Saint-Martin-du-Limet et La Selle-Craonnaise à celui de Cossé-le-Vivien.

### Ancienne commune
La commune de Saint-Clément, absorbée en 1811 par Craon, était la seule commune supprimée, depuis la création des communes sous la Révolution, incluse dans le territoire du canton de Craon.

## Démographie
| 1962   | 1968   | 1975   | 1982  | 1990  | 1999  | 2006  | 2011  | 2012  |
| ------ | ------ | ------ | ----- | ----- | ----- | ----- | ----- | ----- |
| 10 356 | 10 305 | 10 008 | 9 977 | 9 867 | 9 671 | 9 814 | 9 850 | 9 823 |